# Arcadius Fanou
Arcadius Fanou, född 12 januari 1972, är en friidrottare från Benin. Han deltog vid olympiska sommarspelen 1996.